# Carpodaptes
Carpodaptes («фруктоїд» від давньогрецького κᾰρπός [karpós], «плід, зерно» + δᾰ́πτης [dáptēs], «їдець, споживач») — рід, що охоплював дрібних комахоїдних тварин, які бродили по Землі під час пізнього палеоцену. Зокрема, Carpodaptes можна знайти між тіффанським і кларкфорським періодами Північної Америки. Попри мало доказів, цей рід міг дійти до раннього еоцену. Вони відомі переважно з колекцій фрагментів щелеп і зубів у Північній Америці, головним чином у південно-західній Канаді та північно-західній Америці. Вважається, що карподапти важили приблизно 53–96 грамів, що робило їх трохи більшими за мишу. Попри малі розміри, Carpodaptes був плацентарним ссавцем із ряду Plesiadapiformes, який, здавалося, мав дієту з високим вмістом клітковини. Можливо, цей комахоїдний ссавець був одним із перших, у кого замість кігтів утворилися нігті. Можливо, це допомогло їм легше збирати комах, горіхи та насіння з землі, ніж лапами чи кігтями. Вважалося, що Carpodaptes існує лише в Північній Америці, але нещодавно знайдені фрагменти зубних рядів були знайдені в Китаї.